# Piuzinho
 Ricardo Henrique Ferreira Baia  (Sete Lagoas, 26 de novembro de 1996), mais conhecido como Piuzinho, é um streamer, influenciador e atleta profissional do jogo Free Fire e GTA RP. 

## Biografia
Natural de Sete Lagoas, Ricardo Henrique Ferreira Baia, mais conhecido como Piuzinho, enfrentou uma trajetória marcada por desafios antes de ser um dos maiores streamers do Brasil. Após anos vivendo com sua avó, Piuzinho decidiu se mudar em busca de melhores oportunidades. Entretanto, na nova cidade, encontrou dificuldades para conseguir um emprego formal. Determinado a se sustentar, começou a vender coxinhas pelas ruas. Trabalhando cerca de 12 horas por dia, frequentemente seu lucro era de apenas R$ 5. Sua rotina, em muitos dias, começava às 5 da manhã, demonstrando sua resiliência e empenho diante das adversidades. 
A estreia de Piuzinho no YouTube aconteceu em maio de 2015, com a publicação de um vlog onde ele comia macarrão instantâneo na pia de sua casa. O vídeo, que inicialmente recebeu apenas 18 curtidas, marcou o início de seu canal, que na época contava com cerca de 1.000 inscritos. Durante o especial de 3 milhões de inscritos, Piuzinho relembrou que seu pai não apoiou a gravação de vlogs, o que o levou a desistir desse tipo de conteúdo nos primeiros anos. Atualmente, o vídeo não está mais disponível no catálogo de seu canal.
Apesar de não saber ao certo como surgiu o apelido "Piuzinho", Ricardo acredita que tenha relação com sua baixa estatura, algo que sempre foi motivo de brincadeiras. O nome se tornou sua identidade nas redes sociais, sendo utilizado em plataformas como Instagram, Facebook e no próprio YouTube. Mesmo sem ter cursado uma faculdade, embora tivesse o desejo de estudar Educação Física, Piuzinho transformou sua paixão pelos jogos e sua perseverança em uma carreira de sucesso como criador de conteúdo.

### Carreira como Streamer
Em 2021, Piuzinho se destacou entre os streamers mundiais, tornando-se o maior streamer da plataforma Nimo TV. Além de produzir conteúdo focado em Free Fire, um de seus jogos mais populares, as lives de GTA RP (Role Playing) também ganharam grande destaque em seu canal. Nas transmissões de GTA 5 online, Piuzinho interage em servidores personalizados criados pela comunidade, incorporando elementos típicos de jogos de RPG.  Ainda em 2021, Piuzinho foi o apresentador, ao lado de Toboco, do primeiro evento de League of Legends: Wild Rift na Nimo TV, em parceria com a Riot Games. O evento foi realizado logo após o lançamento oficial do jogo no Brasil, no final de março daquele ano. Para garantir a atualização e a qualidade de seu conteúdo, Ricardo dedica, em média, 8 horas por dia aos games. Entre seus jogos favoritos estão, além de Free Fire e GTA RP, títulos como FIFA, Cities: Skylines e The Sims. 

### Ingresso na LOUD
Em 2023, Piuzinho foi anunciado como o mais novo integrante da LOUD, a maior organização de esports e criação de conteúdo do Brasil. A entrada na organização marcou uma nova fase em sua carreira, consolidando ainda mais seu status como uma das principais figuras do cenário de streaming e conteúdo gamer no país. Na LOUD, Piuzinho atua como streamer e influenciador, realizando transmissões ao vivo em suas redes sociais e participando de projetos exclusivos da organização.  

## Conteúdo e Repercussão

### Canal Hackeado em 2021
Em 2021, Piuzinho teve seu canal do YouTube hackeado, o que resultou em um golpe envolvendo criptomoedas. Os hackers substituíram os vídeos originais do canal por uma transmissão ao vivo de Vitalik Buterin, criador do Ethereum. Na descrição da live, foi adicionado um link que redirecionava os usuários para um site fraudulento solicitando doações em criptomoedas. Apesar de recuperar o acesso ao canal, Piuzinho revelou, em meio à emoção, que o canal havia sido apagado, o que causou grande comoção entre seus seguidores e a comunidade de criadores de conteúdo.  

### Série de GTA RP e impacto na internet
Ainda em 2021, Piuzinho lançou uma série de GTA RP que gerou grande repercussão na internet. Além de se destacar pela inovação, ele produziu um filme completo gravado dentro do jogo, um álbum de músicas relacionadas à temática e um seriado exclusivo. O seriado, que exigia uma assinatura para ser assistido, foi um marco na carreira de Piuzinho, gerando um faturamento de cerca de R$ 1 milhão, segundo suas estimativas. 

### Gastos com FIFA Ultimate Team
Em 2022, Piuzinho chamou a atenção ao revelar, em um vídeo, que havia gastado mais de R$ 62 mil jogando FIFA Ultimate Team durante os últimos meses de FIFA 22. Ele explicou que os gastos foram acumulados aos poucos, principalmente com a compra de FIFA Points, e que chegou ao valor total após revisar suas faturas de cartão de crédito. A confissão gerou grande debate entre fãs e críticos, destacando tanto os altos custos envolvidos em microtransações de jogos quanto a dedicação de Piuzinho ao universo gamer.